# Flans
Ne doit pas être confondu avec Flan.
Flans est un groupe de pop rock mexicain composé de trois chanteuses, Ilse, Ivonne et Mimí, surtout populaire dans les années 1980.

## Histoire
Le groupe est formé en 1985 et se produit pour la première fois en octobre 1985 durant l'émission mexicaine de variété Siempre en Domingo de Las Estrellas. Il interprète notamment la chanson Bazar. Flans annonce une séparation en 2019,,.

## Discographie
| Année de sortie | Titre              | Maison de disques |
| --------------- | ------------------ | ----------------- |
| 1985            | Flans              | Melody            |
| 1986            | Veinte millas      | Fonovisa Intl.    |
| 1987            | Luz y sombra       | Melody            |
| 1988            | Alma gemela        | Melody            |
| 1989            | Cuéntamelo dum-dum | Fonovisa Intl.    |
| 1990            | Adiós              | Fonovisa Intl.    |
| 1999            | Hadas              | Universal         |
| 2002            | IIM                | Sony Music Intl.  |